# ジョン・フェン
ジョン・フェン（John Bennett Fenn、1917年6月15日- 2010年12月10日）はアメリカ合衆国の分析化学者。

## 人物
ニューヨーク生まれでケンタッキー州で育ったフェンは、Berea Collegeで学位を取り、1940年にイェール大学で博士号を取得した。その後3年間、プリンストン大学で博士研究員として海軍の研究に従事した。
1962年からはイェール大学の化学工学部に属し、1987年に定年退職を迎えたが、この間にノーベル賞の受賞理由となった研究を成し遂げていた。1983年フンボルト賞受賞。
20年以上イェール大学に勤めた後、1994年からは分析化学の教授としてバージニア・コモンウェルス大学 (en:Virginia Commonwealth University)に在籍した。
2002年に、エレクトロスプレーイオン化法の開発によりノーベル化学賞を受賞した。エレクトロスプレーイオン化法は生体物質を質量分析する上で必須の技術である。同年には、生体分子技術における顕著な業績に対して、生体分子資源協会賞も贈られている。
フェンの発見はすぐに様々な具体的な業績となって表れた。例えば、薬品となりうる複雑な新化合物を評価するスピードが飛躍的に速くなり、1990年代にはエイズ薬（プロテアーゼ阻害剤）の開発が進んだ。
エレクトロスプレーイオン化の特許について、イェール大学との間で法廷闘争になったが、2005年2月8日、イェール大学側は100万ドルと部分的な特許権を勝ち取ることとなった。
2010年12月10日、アメリカ合衆国：バージニア州にて死去した。93歳没。

## 脚註
1. ↑  訃報：ジョン・フェンさん 毎日新聞 2010年12月11日閲覧
2. ↑  VCU's Nobel winner John B. Fenn dies at 93 Richmond Times 2010-12-11